# 明科站
明科站（日语：／ Akashina eki */?）是一個位於長野縣安曇野市明科中川手，屬於東日本旅客鐵道（JR東日本）篠之井線的鐵路車站。
普通列車與一部分特急「信濃」、「早安Liner」、不需附加負的快速停靠。

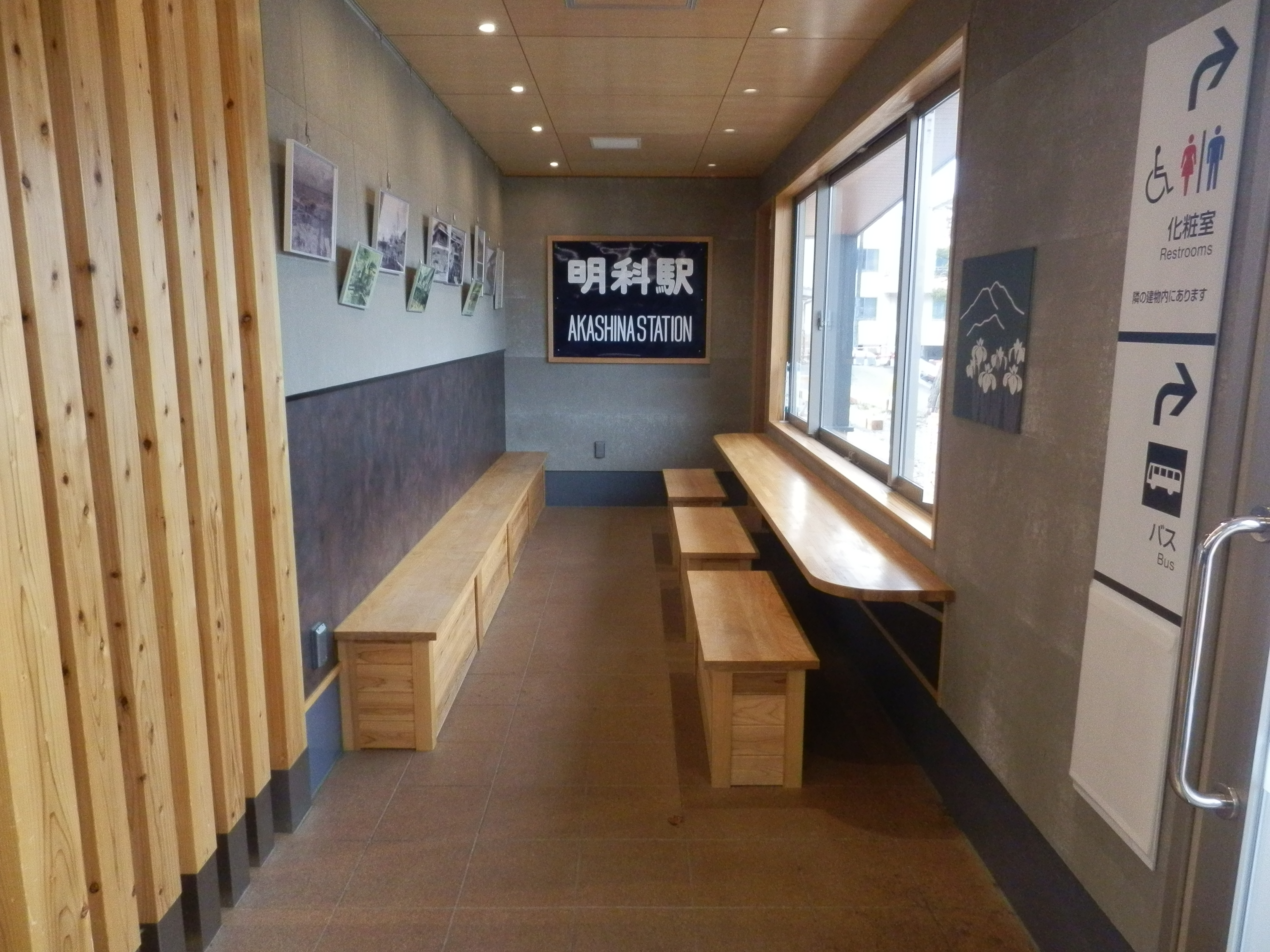
候車室内(2023年12月)

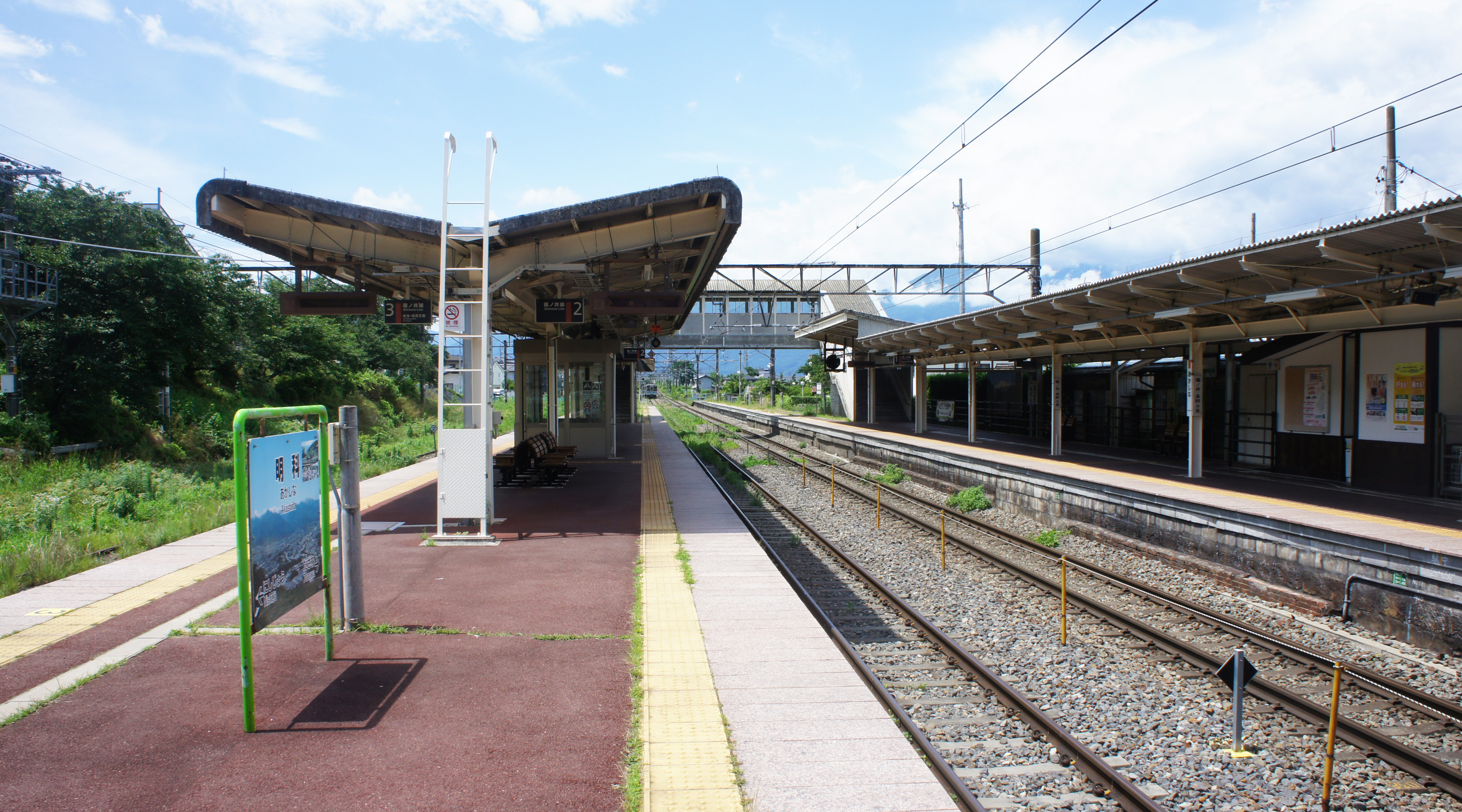
月台(2021年7月)

## 車站結構

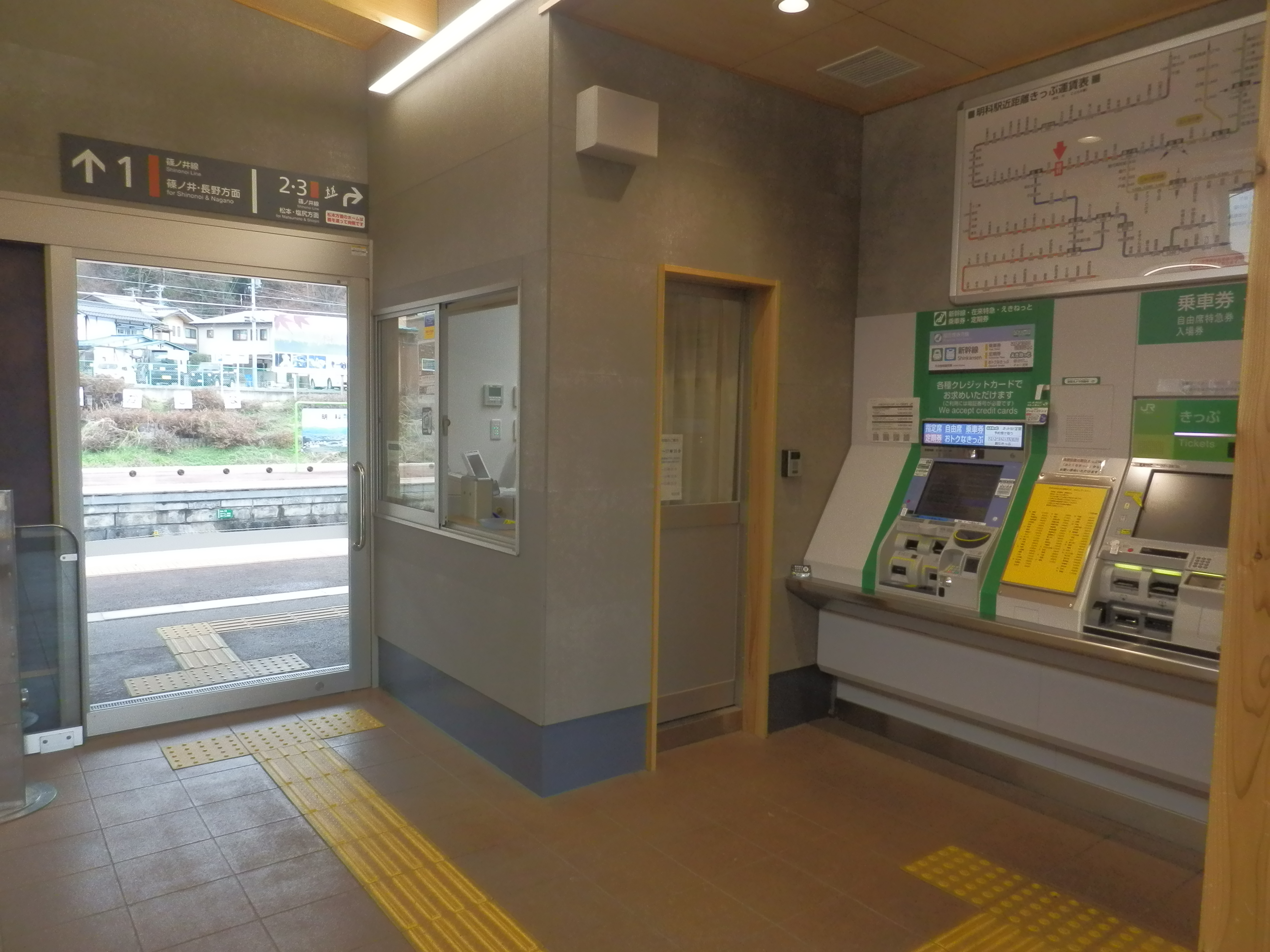
閘口(2023年12月)

側式月台1面1線與島式月台1面2線，合計2面3線的地面車站。各月台以跨線天橋連絡。設有留置線。

### 月台配置
| 月台 | 路線      | 方向 | 目的地           | 備註           |
| ---- | --------- | ---- | ---------------- | -------------- |
| 1    | ■篠之井線 | 下行 | 篠之井、長野方向 |                |
| 2    | ■篠之井線 | 下行 | 篠之井、長野方向 | 待避、始發列車 |
| 2    | ■篠之井線 | 上行 | 松本、鹽尻方向   | 待避、始發列車 |
| 3    | ■篠之井線 | 上行 | 松本、鹽尻方向   |                |

## 相鄰車站
東日本旅客鐵道
■篠之井線
- 特急「信濃」一部分停車站、快速「早安Liner」停車站

□快速、■普通（包括「水篶」）
田澤－明科－西條（下行的一部分列車停靠聖高原站）